# Alexandre Boukirev
 (juin 2021).
La mise en forme du texte ne suit pas les recommandations de Wikipédia : il faut le « wikifier ».
Les points d'amélioration suivants sont les cas les plus fréquents :
- Les titres sont pré-formatés par le logiciel. Ils ne sont ni en capitales, ni en gras.
- Le texte ne doit pas être écrit en capitales (les noms de famille non plus), ni en gras, ni en italique, ni en « petit »…
- Le gras n'est utilisé que pour surligner le titre de l'article dans l'introduction, une seule fois.
- L'italique est rarement utilisé : mots en langue étrangère, titres d'œuvres, noms de bateaux, etc.
- Les citations ne sont pas en italique mais en corps de texte normal. Elles sont entourées par des guillemets français : « et ».
- Les listes à puces sont à éviter, des paragraphes rédigés étant largement préférés. Les tableaux sont à réserver à la présentation de données structurées (résultats, etc.).
- Les appels de note de bas de page (petits chiffres en exposant, introduits par l'outil «  Source ») sont à placer entre la fin de phrase et le point final[comme ça].
- Les liens internes (vers d'autres articles de Wikipédia) sont à choisir avec parcimonie. Créez des liens vers des articles approfondissant le sujet. Les termes génériques sans rapport avec le sujet sont à éviter, ainsi que les répétitions de liens vers un même terme.
- Les liens externes sont à placer uniquement dans une section « Liens externes », à la fin de l'article. Ces liens sont à choisir avec parcimonie suivant les règles définies. Si un lien sert de source à l'article, son insertion dans le texte est à faire par les notes de bas de page.
- La présentation des références doit suivre les conventions bibliographiques. Il est recommandé d'utiliser les modèles {{Ouvrage}}, {{Chapitre}}, {{Article}}, {{Lien web}} et/ou {{Bibliographie}}. Le mode d'édition visuel peut mettre en forme automatiquement les références.
- Insérer une infobox (cadre d'informations à droite) n'est pas obligatoire pour parachever la mise en page.

Pour une aide détaillée, merci de consulter Aide:Wikification.
Si vous pensez que ces points ont été résolus, vous pouvez retirer ce bandeau et améliorer la mise en forme d'un autre article.
 (juin 2021).
 (juin 2021).
Le contenu est difficilement compréhensible vu les erreurs de traduction, qui sont peut-être dues à l'utilisation d'un logiciel de traduction automatique.
 (juillet 2021).
Alexandre Ilitch Boukirev (né le 12 septembre 1903, village de Verkh-Motchki, ouïezd de Koungour, gouvernement de Perm, et mort le 26 août 1964, à Perm) est un ichtyologiste soviétique, professeur, recteur de (1939 à 1941) puis de (1946 à 1951), il est doyen de la Faculté de Biologie de 1955 à 1956 à  Université de Perm. Il est Fondateur de la direction scientifique en ichtyologie.
Pendant la Seconde Guerre mondiale il est le commandant d'un bataillon d'artillerie, auteur de la brochure le char lourd allemand « Tigre B », il a dissipé le mythe de l'invincibilité du char allemand « Panzerkampfwagen VI Königstiger ». Dans l'histoire de Perm, il est connu comme un "recteur guerrier",.

## Biographie
En 1931, il est diplômé du département de biologie de l'Institut pédagogique de Perm. 

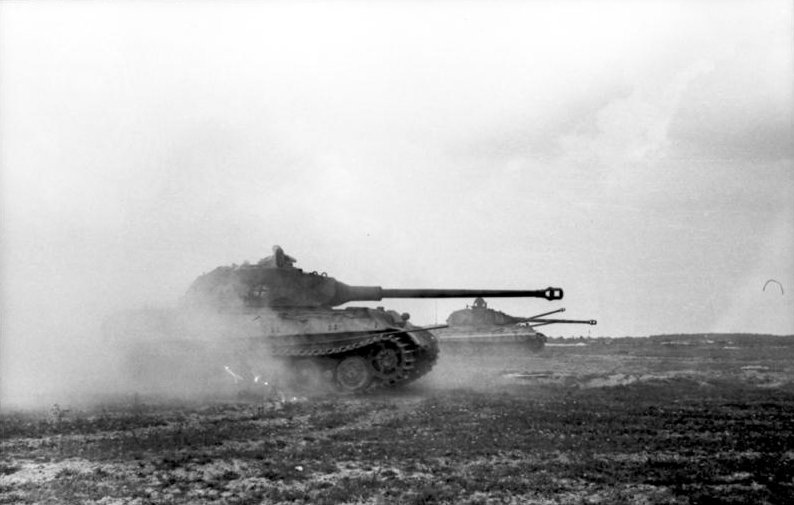
Char « Tiger II ».

En juin 1940, il a été nommé recteur Université d'État de Perm, à partir de ce poste, il s'est porté volontaire pour le front.
De 1941 à 1945, il a participé à la Grande Guerre patriotique où il était à la tête d'un bataillon d'artillerie. il a développé des méthodes de traitement du char "Panzerkampfwagen VI Königstiger". Il a identifié les endroits les plus vulnérables et a établi quels obus et à quelle distance il est préférable de toucher la cible.
De 1946 à 1951, il était le recteur de l'Université d'État de Perm. Surmontant la crise du personnel d'après-guerre, il s'efforça d'attirer à l'université des spécialistes extérieurs hautement qualifiés.
En 1952, il fut Chef du Département de zoologie des vertébrés Université d'État de Perm.
De 1955 à 1956, il fut Doyen de la Faculté de Biologie Université d'État de Perm.
Il est le fondateur de la direction permienne en ichtyologie, qui se concentre sur l'étude des ressources halieutiques et de la variabilité des poissons.

## Activités communautaires
- Député des Conseils de région, de ville, d'arrondissement.
- Président du Comité soviétique de la paix.
- L'un des initiateurs des membres fondateurs de la All-Union Society "Knowledge". Sous sa direction, l'antenne régionale de Perm s'organise, il devient le premier président de son conseil régional.

## Souvenir
- Alexandre Boukirev était l'un des recteurs les plus appréciés de l'Université de Perm. Une rue de Perm porte son nom.

## Liens
1. Boukirev А. I., Skrobov Yu. D. « Char lourd allemand „Tiger B“ et les méthodes pour y faire face » .
2. Alenchikova N. Recteur de PSU A. I. Bukirev - homme, scientifique, guerrier // Archives de la ville de Perm.
3. Boukirev Alexandre Ilitch // Encyclopédie « Région de Perm ».
4. Ivanov V. Scientifique et guerrier // Jusqu'au dernier souffle. Perm: Perm. Liv. mai-éd , 1966. С. 22-29.
5. Матлин А. Бить немецкие «Королевские Тигры» помогала методичка пермяка // Комсомольская правда. 23 dec. 2015.
6. Soloviev N. S.  Scientist and Warrior // Ouvrage de référence du calendrier de la région de Perm. Perm, 1968, no 10.
7. Stabrovsky А. Scientifique, guerrier, pédagogue // Perm-soir. 1981. № 233. 10 octobre.